# أندور غابور
أندور غابور (بالمجرية: Andor Gábor) (و. 1884 – 1953 م) هو شاعر، وصحفي، ومترجم، وشاعر غنائي، وممثل هزلي، وكاتب مجري، توفي في بودابست، عن عمر يناهز 69 عاماً.

## التعليم
تعلم في جامعة أوتفوش لوراند
.

## جوائز
حصل على جوائز منها:
- نيشان الفنون والآداب من رتبة قائد (17 يناير 2013)[8]
- جائزة المنافسة العامة  [لغات أخرى]‏ (1946)

## وصلات خارجية
- أندور غابور على موقع IMDb (الإنجليزية)
- أندور غابور على موقع ديسكوغز (الإنجليزية)
- أندور غابور على موقع قاعدة بيانات الفيلم (الإنجليزية)
- أندور غابور على موقع كينوبويسك (الروسية)

- أندور غابور في قاعدة بيانات الأفلام على الإنترنت